# Tchopa
La Tchopa és una dansa circular practicada pels Lomwe al sud de Malawi. Es balla acompanyat de tambors. L'any 2014 va ser inclòs en la Llista Representativa del Patrimoni Cultural Immaterial de la Humanitat.

## Descripció
Al sud-est de Malawi, els Lomwe practiquen tchopa. És una dansa alegre que celebra les bones collites, les expedicions de caça reeixides així com la fi de la sequera i les epidèmies, per acompanyar l'ofrena als esperits ancestrals. Es toquen tres tambors de diferents mides i hi intervenen entre vint i trenta ballarins, que es mouen en cercle. Alguns ballarins porten bosses que contenen titelles, pells d'animals, eines agrícoles, armes de caça i estris de cuina vells. Cada poble té ballarins. Originàriament ballat per adults, cada cop és més practicat pels nens. Té lloc un festival anual.

## Història
L'any 2014, aquesta dansa va ser inclosa en la Llista Representativa del Patrimoni Cultural Immaterial de la Humanitat. La UNESCO, en la seva descripció oficial, evoca una pràctica d'ajuda mútua i d'enfortiment de la cohesió social.
El projecte del Ministeri de Cultura d'incloure el tchopa en aquesta llista resulta de la voluntat de representar totes les regions de Malawi, la resta d'elements (les danses Gule Wankulu i Vimbuza) procedents del nord i centre del país. Bingu Wa Mutharika, president de Malawi ho va defensar amb la intenció de protegir l'ètnia Lomwe, cosa que potser explica l'elecció del tchopa entre altres pràctiques.